# ドラフトクイズ
『ドラフトクイズ』は、1979年7月2日から同年9月24日まで東京12チャンネル（現・テレビ東京）で放送されていたクイズ番組である。放送時間は毎週月曜 19:30 - 20:00 （日本標準時）。

## 概要
毎回一般解答者4人とタレント解答者4人が出場していたクイズ番組で、個人プレーでクイズに答えていくのではなく、連携プレーでの解答をルールにしていた。具体的には、一般解答者がタレント解答者のいずれか1人を指名し、この両者の答えが正解になって初めて賞金を獲得できるというものだった。
賞金は、問題とタレント解答者との相性によって12,000円、24,000円、36,000円、48,000円の4段階に分けられていた（最終問題では金額が2倍）。複数の一般解答者が同じタレント解答者を指名して正解した場合には、賞金は等分された。

## 出演者

### 司会
- ロイ・ジェームス

### タレント解答者
- 金田正一
- 岡崎友紀
- 太川陽介
- 石野真子
- 服部まこ
- 楳図かずお
- アグネス・チャン
- ほか